# 水野英郎
水野英郎（日语：／ Mizuno Hideo，1970年6月22日—），日本男子举重运动员。他曾代表日本参加1990年和1994年亚洲运动会举重比赛，获得一枚银牌和一枚铜牌。他也曾参加1992年夏季奥林匹克运动会。